# Corporación Universitaria de Investigación Atmosférica
La Corporación Universitaria de Investigación Atmosférica (UCAR por sus siglas en inglés) es un consorcio sin fines de lucro de más de 100 colegios y universidades que brindan investigación y capacitación en ciencias atmosféricas y afines. UCAR administra el Centro Nacional de Investigación Atmosférica (NCAR) y proporciona servicios adicionales para fortalecer y apoyar la investigación y la educación a través de sus programas comunitarios. Su sede, en Boulder, Colorado, incluye el Laboratorio Mesa de NCAR, diseñado por IM Pei. 
UCAR fue establecido en 1959 por profesores de 14 universidades líderes para apoyar y nutrir las ciencias atmosféricas. Fueron motivados por una nueva necesidad reconocida de instalaciones de observación y computación agrupadas y un fuerte personal de investigación, lo que en conjunto permitiría a la comunidad académica llevar a cabo programas científicos complejos a largo plazo fuera del alcance de universidades individuales.
La primera acción importante de este grupo, en asociación con la National Science Foundation, fue establecer NCAR. Desde entonces, UCAR ha administrado NCAR en nombre de NSF para abordar las apremiantes necesidades científicas y sociales relacionadas con la atmósfera y sus interacciones con los océanos, la tierra y el sol, lo que ahora se llama ciencia del sistema terrestre. 

## Programas comunitarios
El papel de UCAR en apoyar y complementar el trabajo de la academia ha crecido para incluir nuevos esfuerzos de investigación, servicio y educación, que incluyen 
- Programa COMET : ofrece capacitación profesional en el sitio y en línea en meteorología, riesgos climáticos, hidrología, oceanografía, manejo de emergencias y ciencias ambientales.
- Programa COSMIC  : admite observaciones e investigaciones satelitales y terrestres utilizando tecnología GPS para meteorología, clima y estudios ionosféricos.
- Programa GLOBE : proporciona aprendizaje práctico y basado en la escuela y colaboración con una red global de estudiantes, científicos y educadores
- Oficina Conjunta de Apoyo Científico Archivado el 10 de noviembre de 2021 en Wayback Machine. - apoya la investigación comunitaria, conferencias y proyectos de campo
- Centro Nacional de Recursos de la Biblioteca Digital de Ciencias y Ciencias del Aprendizaje Digital - apoya y sostiene proyectos comunitarios de educación digital
- Programa Unidata : proporciona transmisión de datos de observación a las aulas universitarias e investigadores de todo el mundo
- Programas de científicos visitantes Archivado el 9 de febrero de 2017 en Wayback Machine. : coloca a becarios posdoctorales y científicos visitantes en instituciones asociadas

La organización organiza numerosos talleres, reuniones comunitarias y oportunidades de colaboración durante todo el año. 

## Gobierno y financiación
A partir de 2016, UCAR comprende 109 colegios y universidades miembros y 52 afiliados internacionales. La organización cuenta con un total de 1.390 empleados, incluidos 877 en NCAR y 282 que participan en programas comunitarios. Los gastos totales para el año fiscal 2015 (octubre de 2014 a septiembre de 2015) fueron de aproximadamente $ 204.2 millones.
UCAR y NCAR tienen su sede en Boulder, Colorado, repartidas en cuatro campus. Las actividades auxiliares tienen lugar en Cheyenne, Wyoming, Washington D. C., y en otros 15 estados. 
Walter Orr Roberts fue el primer presidente de UCAR. Antonio J. Busalacchi, Jr. ha sido presidente de UCAR desde agosto de 2016.

## Presidentes de UCAR
A continuación se incluye una lista de todos los presidentes de UCAR.
| Presidente de la UCAR       | Fechas en el cargo |
| --------------------------- | ------------------ |
| Walter Orr Roberts          | 1960 - 1974        |
| Francis P. Bretherton       | 1974 - 1980        |
| Robert White                | 1980 - 1983        |
| Clifford Murino             | 1983 - 1988        |
| Richard A. Anthes           | 1988 - 2012        |
| Thomas Bogdan               | 2012 - 2015        |
| Michael Thompson (interino) | 2015 - 2016        |
| Antonio J. Busalacchi       | 2016 - presente    |

Además del patrocinio de NSF, la financiación incluye subvenciones y contratos con la Administración Nacional Oceánica y Atmosférica (NOAA), la Administración Nacional de Aeronáutica y del Espacio (NASA), el Departamento de Defensa (DOD), la Administración Federal de Aviación (FAA), el Departamento de Energía (DOE), Agencia de Protección Ambiental (EPA) y otras agencias y organizaciones. 